# Барон Уэллс
Барон Уэллс (англ. Baron Welles) — английский и ирландский аристократический титул, создававшийся трижды. Впервые он был создан в 1299 году для Адама де Уэллса, рыцаря, владевшего землями в Линкольншире и Нортумберленде. Потомки Адама по мужской линии заседали в парламенте до 1470 года, когда седьмой и восьмой бароны были казнены за восстание против короля Эдуарда IV из династии Йорков, а их владения были конфискованы. В 1482—1483 годах в парламент вызывался как лорд Уэллс или лорд Гастингс из Уэллса Ричард Гастингс, женатый на девятой баронессе, и это считается второй креацией титула. После падения Йорков баронский титул перешёл к последнему из потомков Адама де Уэллса, ставшему ещё и виконтом. Однако этот пэр не оставил наследников, как и Ричард Гастингс, так что титул больше не использовался. 
В 1781 году в системе пэрства Ирландии был создан титул барона Уэллса из Данганнона в графстве Тирон. Первым его носителем стал Томас Нокс, который спустя 10 лет получил ещё и титул виконта Нортленда. Сын Томаса стал первым графом Ранфёрли. Этот род существует по сей день, его главы используют титул барона Уэллса как один из младших титулов.

## Носители титула
Первая креация
- 1299—1311: Адам де Уэллс[5];
- 1311—1320: Роберт де Уэллс[6];
- 1320—1345: Адам де Уэллс[7];
- 1345—1361: Джон де Уэллс[8];
- 1361—1421: Джон де Уэллс[9];
- 1421—1461: Лайонел де Уэллс;
- 1461—1470: Ричард де Уэллс;
- 1470: Роберт де Уэллс;
- 1470—1475: Джоан де Уэллс;
- 1485—1499: Джон де Уэллс.

Вторая креация
- 1482—1483: Ричард Гастингс[10].

Третья креация
- Томас Нокс.